# يوهانيس هيفليوس
يوهانيس هيفليوس (بالبولندية: Jan Heweliusz) (ويعرف أيضاً بالاسم المختصر هيفل Hevel) هو يوحنا هيفل الفلكي المولود بتاريخ 28 يناير 1611 في غدانسك المدينة البولندية المعروفة أيضا بأسم دانسك، والمتوفي بتاريخ 28يناير 1687 فيها، وقد بنى هيفل لنفسه مرصداً في دانسك حيث قام بأخذ أرصاد كثيرة وخصوصاً للقمر والمذنبات والكواكب والبقع الشمسية، مستخدماً في أرصاده هذه المناظير وفي تحديد المواقع آلة الربع، وقد أسس هيفل فرع السيلينوغرافيا بإصداره أول خريطة قمرية، وسمى هيفل سلسلة من صور النجوم بأسماء لا زالت متداولة حتى الآن مثل الأسماء الآتية: لينكس، لاسيرتا، سكوتم وفلبكيولا أي على التوالي الوشق والورل والدرع والثعلب.

## روابط خارجية
- يوهانيس هيفليوس على موقع الموسوعة البريطانية (الإنجليزية)
- يوهانيس هيفليوس على موقع إن إن دي بي (الإنجليزية)